# Habitus (kristal)

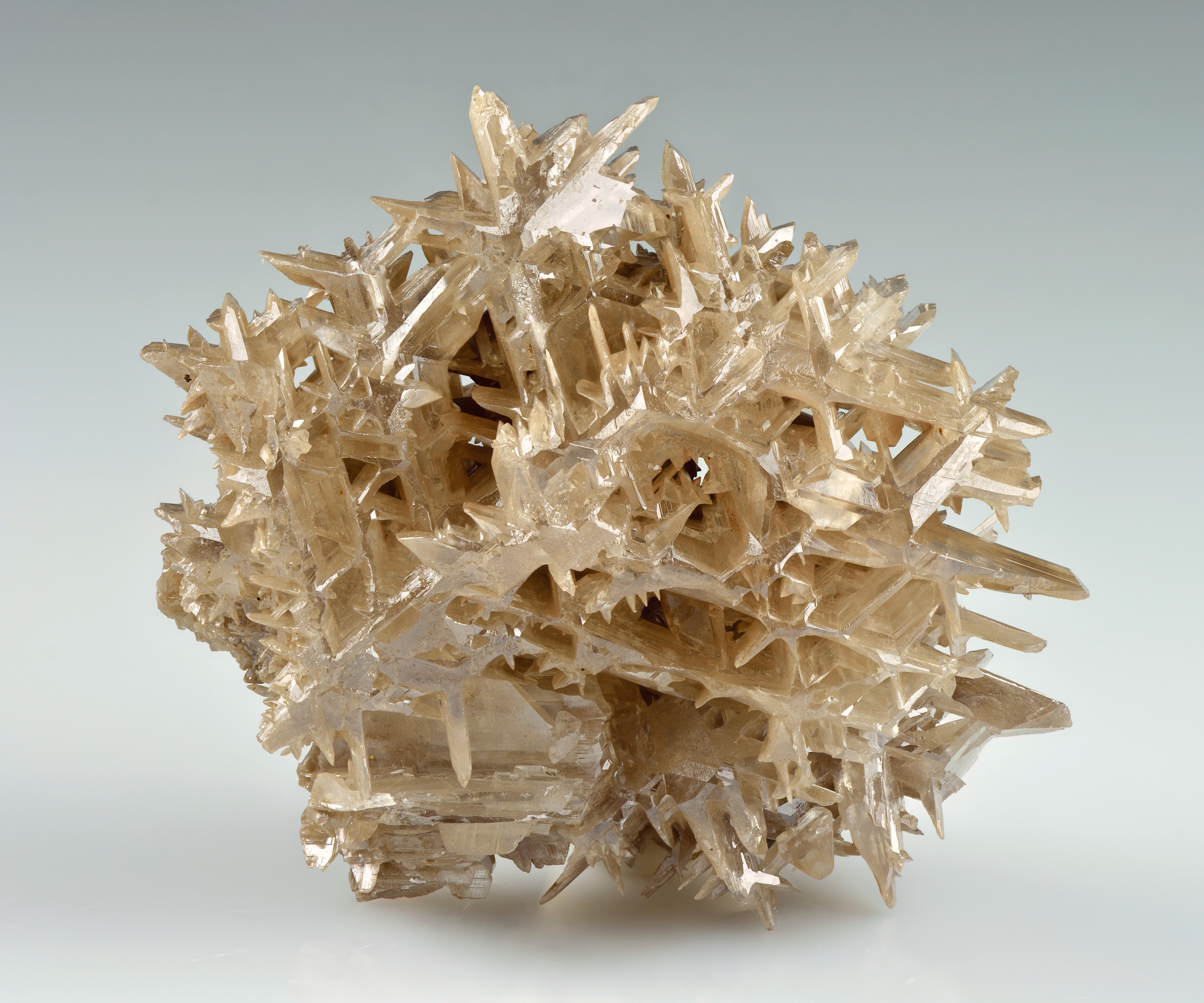
Cerussiet

De habitus van een kristal of de kristalvorm is het geheel van macroscopisch uiterlijk en vorm. De habitus van mineralen wordt bepaald door in welke richtingen het kristal het snelste groeit. De kristalvlakken die het langzaamst groeien, blijven aan het oppervlak, de andere vlakken groeien uit.
De kinetiek van de kristalgroei hangt sterk van uitwendige factoren af, bijvoorbeeld de aan- of afwezigheid van verontreinigingen in de oplossing of de smelt waaruit het kristal groeit, de temperatuur en de druk. Een mineraal kan daardoor op de ene vindplaats met de ene habitus, bijvoorbeeld in een kubus, en op de andere met een andere vorm worden gevonden, bijvoorbeeld in een regelmatig achtvlak. De inwendige structuur, de kristalstructuur van hetzelfde mineraal is echter altijd hetzelfde.
De hoeken die de kristalvlakken met elkaar maken liggen door de kristalstructuur vast. Een bepaald mineraal kan dus maar één bepaald stel hoeken vertonen. Dit principe wordt de wet van Steno genoemd.

## Voorbeeld korund
Er staan in de volgende afbeeldingen kristalvormen van het mineraal korund. Overeenkomstige kleuren binnen een afbeelding betekenen congruente zijvlakken. Bij alle zijvlakken staat de miller-index ervan opgegeven.

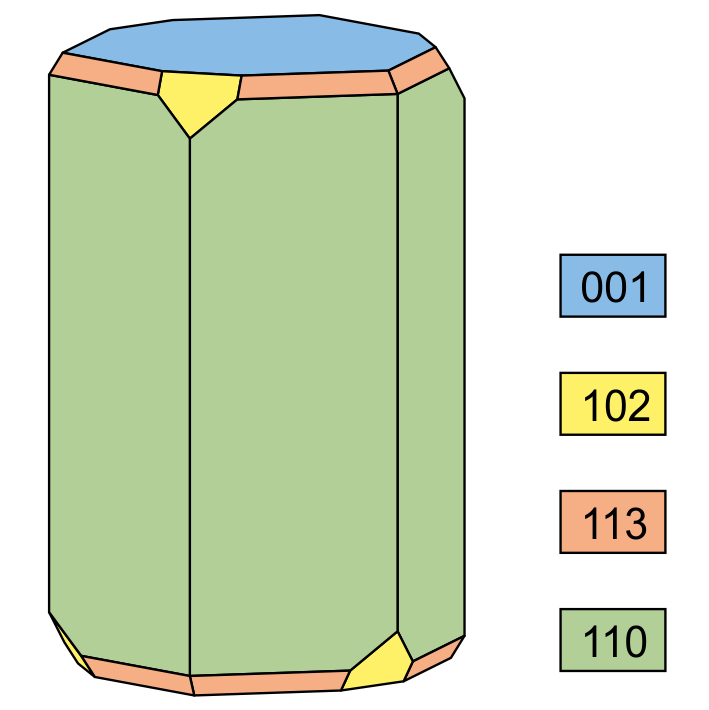
1. lang prismatisch {1120}
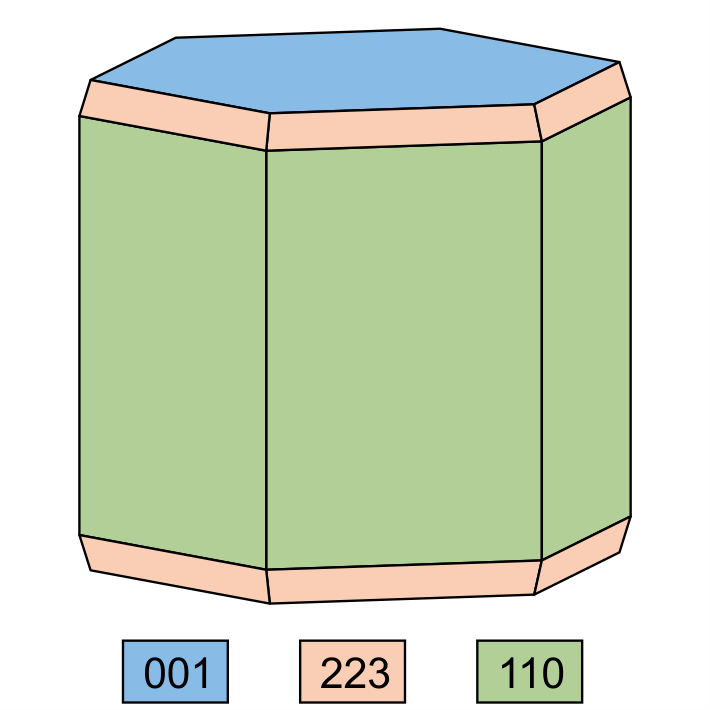
2. prismatisch uit Sri Lanka
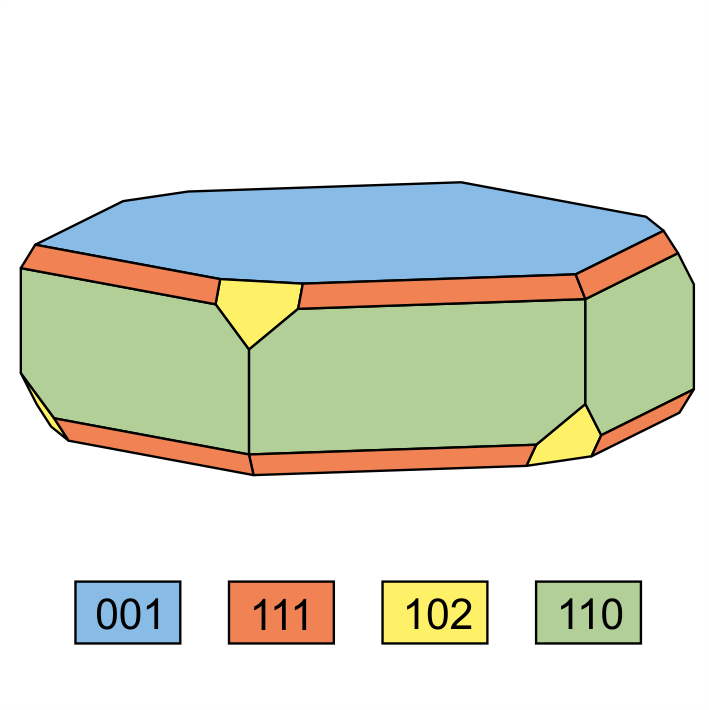
3. kort prismatisch uit North Carolina
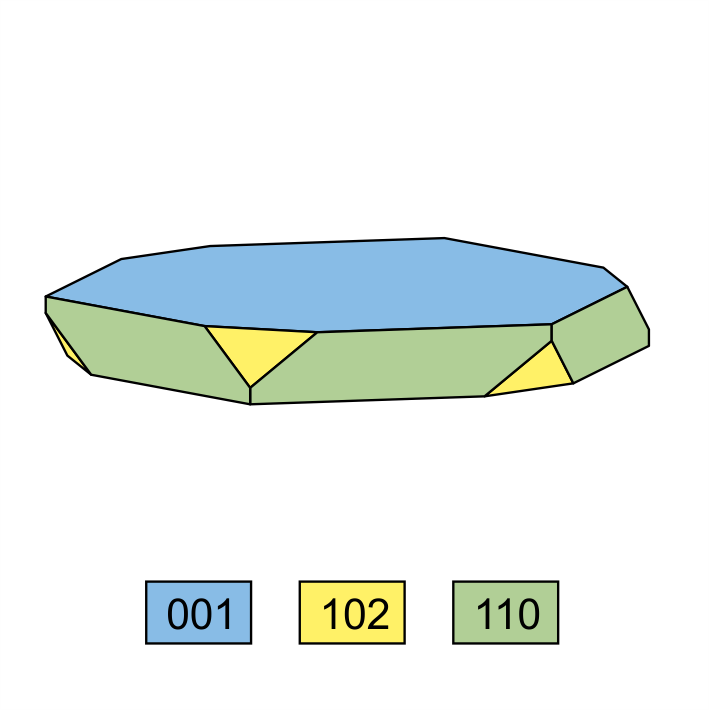
4. vlak
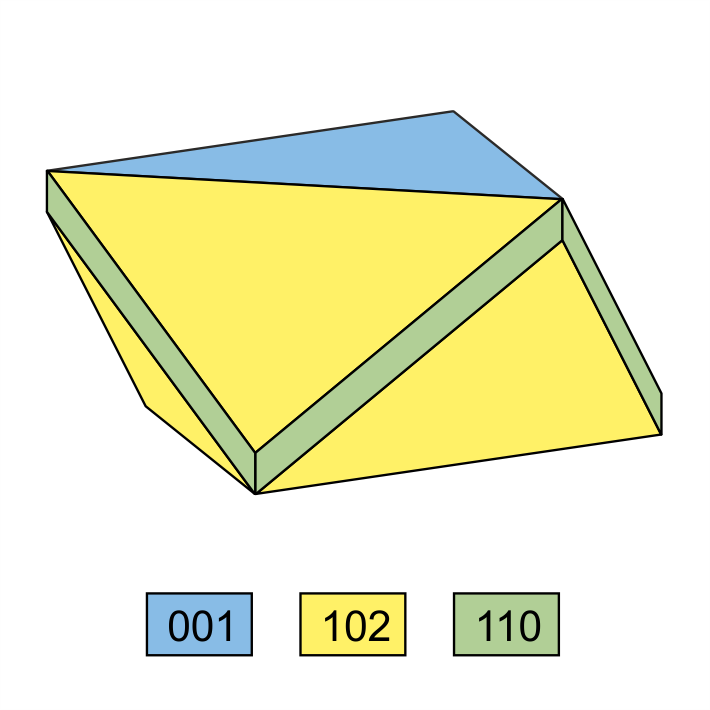
5. romboëder uit Myanmar
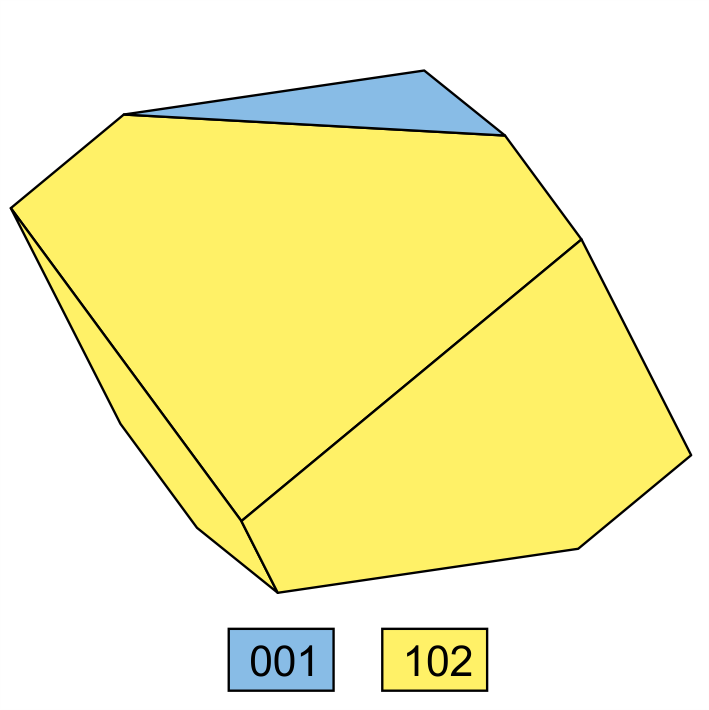
6. romboëder met minder zijvlakken
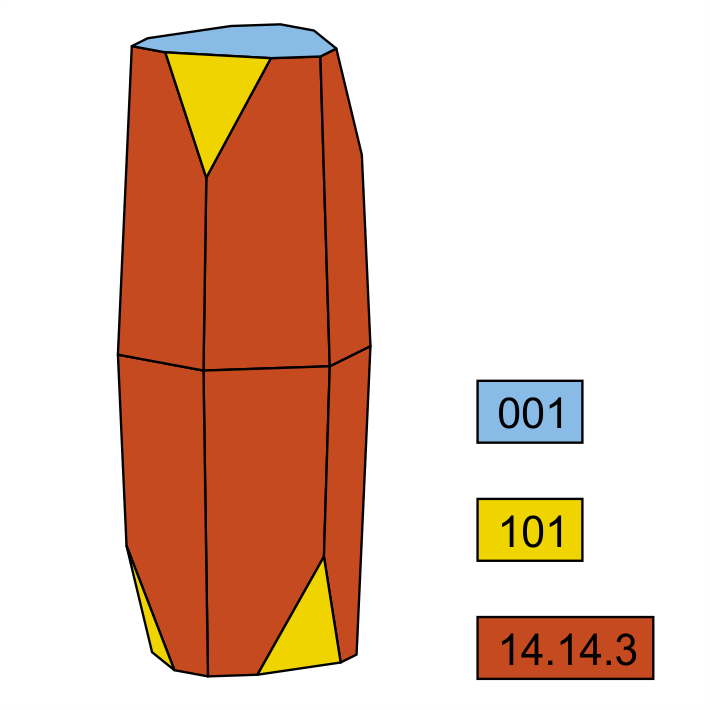
7. steile romboëder met {14.14.28.3} als bepalend zijvlak
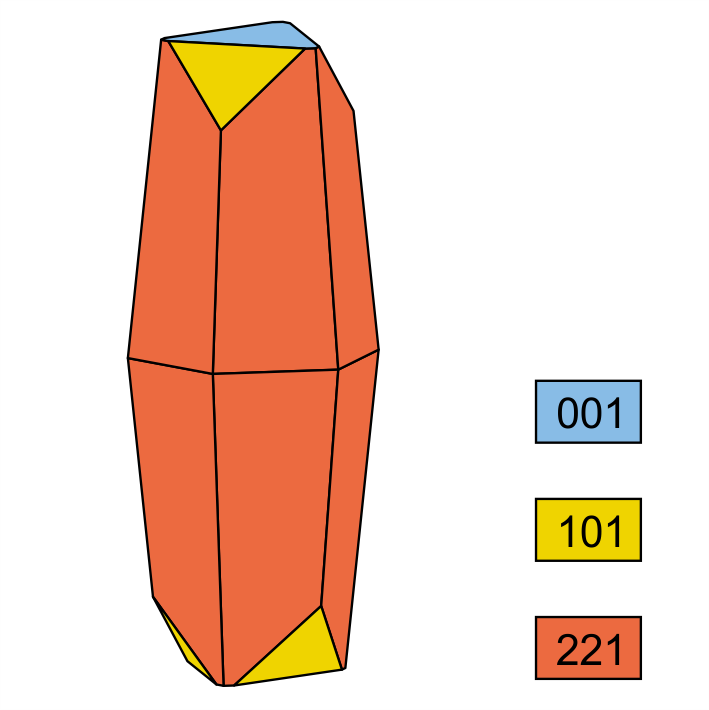
8. steile romboëder met {2241} als bepalend zijvlak
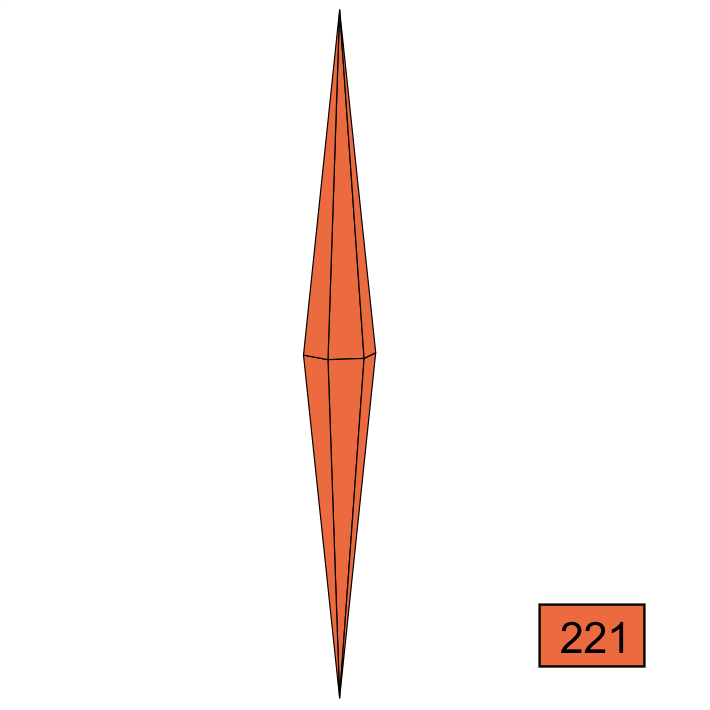
9. steile bipiramide uit Selankina
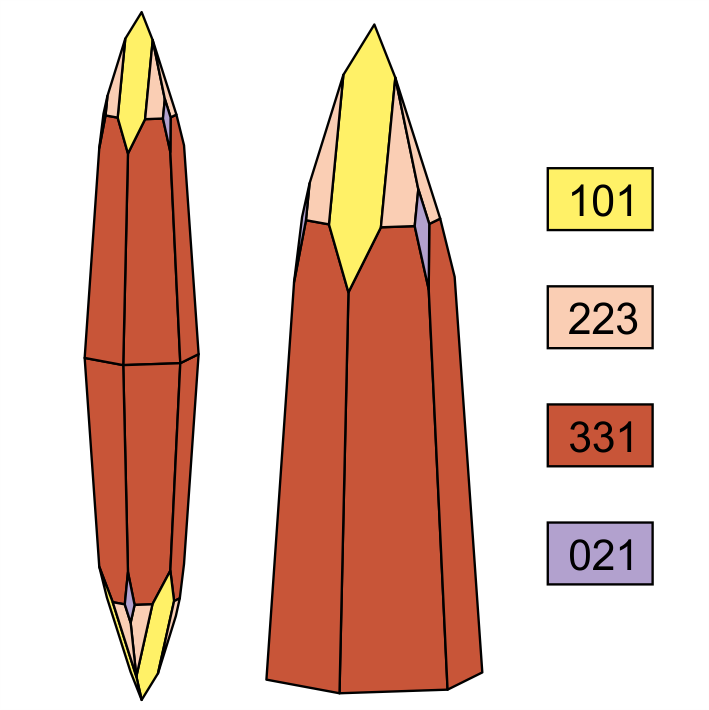
10. steile bipiramide met veel zijvlakken
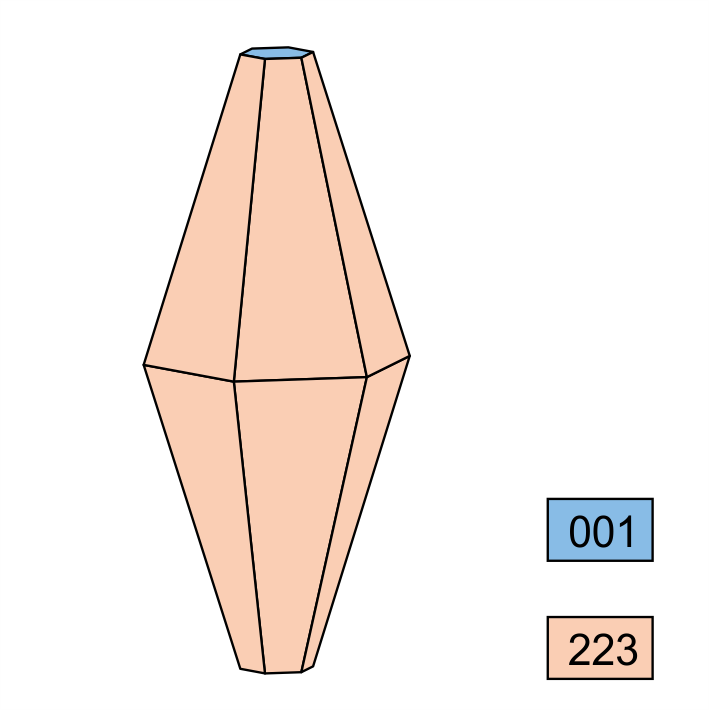
11. bipiramide met weinig zijvlakken
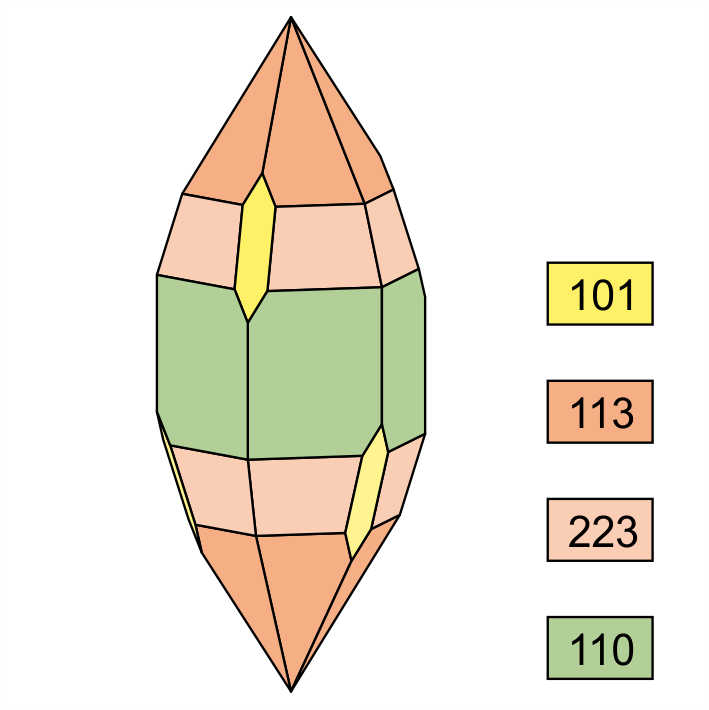
12. schietklos met veel zijvlakken
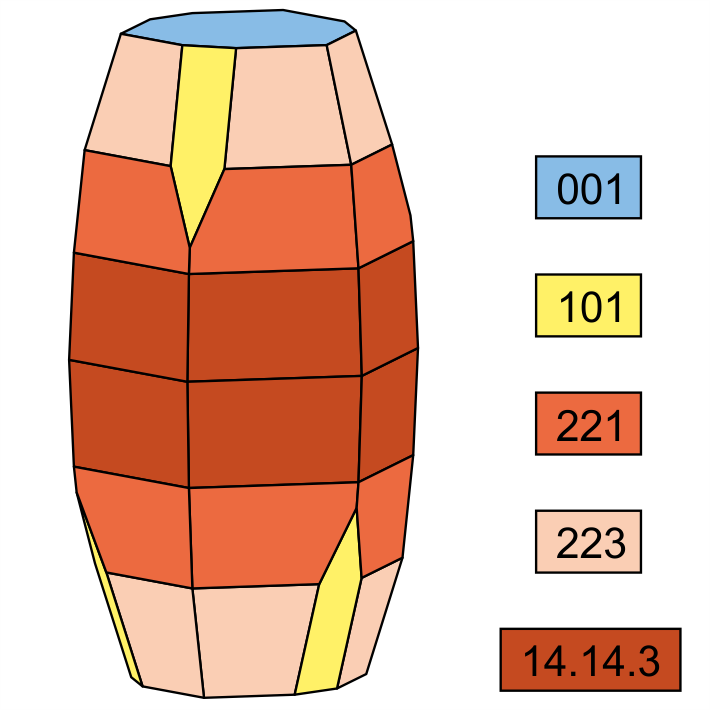
13. ton met veel zijvlakken
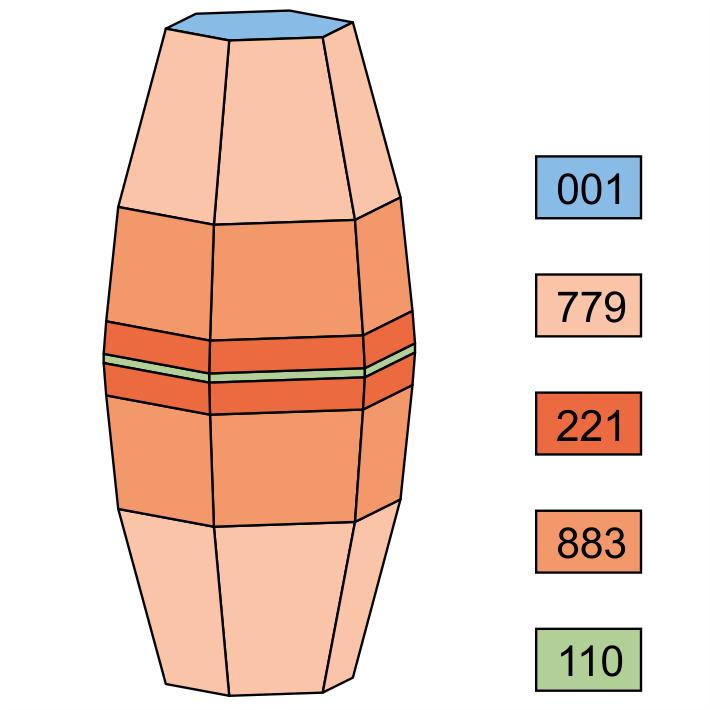
14. ton met veel zijvlakken
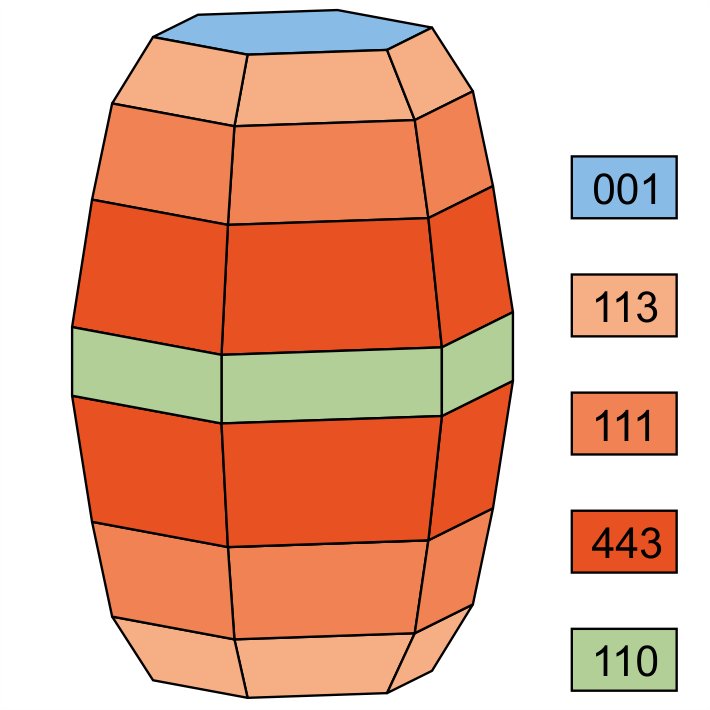
14. ton met veel zijvlakken

## Lijst van kristalhabiti
| Habitus                       | Omschrijving                                                                                              | Voorbeeldkristal            |
| ----------------------------- | --- | --------------------------- |
| Aciculair                     | Slanke, naaldvormige en meestal broze kristallen                                                          | Milleriet                   |
| Amygdaloïdaal                 | Amandelvormige kristallen                                                                                 | Heulandiet                  |
| Anhedrisch                    | Onregelmatige kristallen                                                                                  | Olivijn                     |
| Bothryodaal of globulair      | Halfbolvormige, trosvormige kristallen                                                                    | Hemimorfiet                 |
| Capillair                     | Warrige massa van haarvormige kristallen                                                                  | Natroliet                   |
| Columnair of fibreus          | Zuilvormige, ranke prismatische kristallen                                                                | Calciet                     |
| Compact                       | Aggregaat van fijnkorrelige mineralen die niet meer met het blote oog zijn te onderscheiden               | Celestien                   |
| Dendrietvormig of dendritisch | Bijna vormeloze kristallen met slanke, uiteenwijkende vertakkingen                                        | Zilverkristal               |
| Dodecahedraal                 | Twaalfvlakkige kristallen                                                                                 | Granaat                     |
| Drusisch of geodisch          | Korst van kristallen in een rotsholte                                                                     | Agaat                       |
| Enantiomorf                   | Kristallen met een rechtse en linkse vorm, die elkaars spiegelbeeld vormen                                | Kwarts                      |
| Euhedrisch                    | Bijna perfect gevormde kristallen                                                                         | Spinel                      |
| Foliculair                    | Bladvormig, lang en afgeplat kristal                                                                      | Muscoviet                   |
| Gedrongen                     | Plompe kristallen, waarvan alle vlakken vrijwel even groot zijn                                           | Zirkoon                     |
| Granulair                     | Korrelige, met elkaar vergroeide kristallen in een regelmatig patroon                                     | Scheeliet                   |
| Hemimorf                      | Kristallen met verschillende uiteinden                                                                    | Hemimorfiet                 |
| Lamellair of tabulair         | Plaat- of vlokvormige kristallen die in laagjes (lamellae) op elkaar liggen                               | Biotiet                     |
| Mamillair                     | Grote, ronde, tepelvormige kristalmassa's                                                                 | Malachiet                   |
| Massief                       | Vormloze, maar aaneengesloten kristalmassa's                                                              | Chrysotiel                  |
| Nodulair                      | Massieve kristallen met een geaderd oppervlak                                                             | Howliet                     |
| Octahedraal                   | Achtvlakkige kristallen                                                                                   | Diamant                     |
| Oölitisch                     | Kleine, eivormige kristallen                                                                              | Hematiet                    |
| Prismatisch                   | Langwerpische, prisma-vormige kristallen                                                                  | Toermalijn                  |
| Pseudomorf                    | Kristallen die de vorm van andere kristallen overnemen                                                    | Tijgeroog                   |
| Reniform of colloform         | Niervormige kristallen                                                                                    | Hematiet                    |
| Rozetvormig                   | Platte, uitwaaierende kristallen                                                                          | Gips                        |
| Sfenisch                      | Wigvormige kristallen                                                                                     | Titaniet                    |
| Stalactitisch                 | Brede, plompe, puntvormige kristallen                                                                     | Rhodochrosiet               |
| Stellair                      | Stervormige kristallen                                                                                    | Pyrofylliet                 |
| Subhedrisch                   | Kristallen waarbij de buitenste vlakken slechts gedeeltelijk zijn ontwikkeld                              |                             |
| Veervormig                    | Dunne kristaldraden, die in plukjes geschikt staan                                                        | Hydromagnesiet              |
| Widmanstättenstructuur        | Oppervlaktestructuur bestaande uit dunne lamellae of laagjes in een patroon dat op een geweven mand lijkt | Meteorieten met nikkelijzer |